# 호암초등학교 (부산)
호암초등학교는 대한민국 부산광역시 수영구에 있는 공립 초등학교이다.

## 학교 연혁
- 1985년 3월 1일: 개교
- 2025년 3월 1일: 개교 40주년

## 참고 자료
- 호암초등학교 - 한국교육학술정보원 학교알리미